# Gillis Coppens van Diest

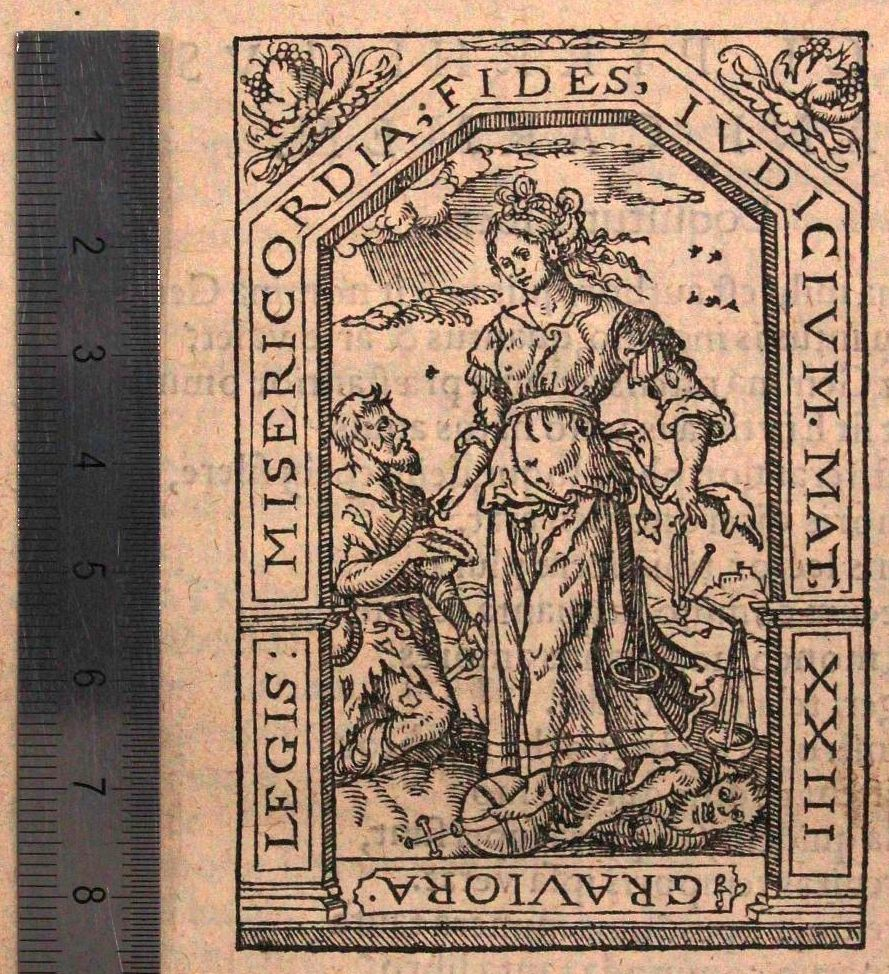
Drukkersmerk van Gillis Coppens, gebruikt in Petrus Apianus' Cosmographia (1545), gevonden in Erfgoedbibliotheek Hendrik Conscience, G 4925 (f. S4 verso)

Gillis (Aegidius) Coppens van Diest (ca. 1496-1572) was een Antwerpse drukker. 
Hij was vanaf 1533 lid van het Antwerpse Sint-Lucasgilde voor kunstenaars en kunstambachtlieden en werkte in de Scheldestad als Boeckprintere. Hij wordt tot de belangrijkste boekdrukkers van Antwerpen gerekend ten tijde van Christoffel Plantijns entree rond 1552. 
Hij publiceerde zelf onder zijn eigen naam iets minder dan honderd werken. Hij drukte echter vooral voor anderen. Dat gebeurde in een aanzienlijk aantal talen als Frans, Nederlands, Spaans, Latijn, Italiaans, Duits, Engels en Grieks. Daaronder waren werken op het gebied van de architectuur over onder meer Sebastiano Serlio, de astronomie met verhandelingen over het werk van Petrus Apianus en de cartografie. Gillis Coppens van Diest is als drukker en uitgever intensief betrokken geweest bij het Theatrum Orbis Terrarum van Abraham Ortelius. Hij produceerde de succesvolle kaartenverzameling van 1570 tot 1573. Later kwam de productie in handen van Christoffel Plantijn. Hij werd bij zijn werk geassisteerd door zijn beide zonen,  Gillis en Anthonis. De laatste zou na zijn dood de drukkerij voortzetten.
Onderzoek van Hendrik D. L. Vervliet en met name Paul Valkema Blouw heeft aangetoond dat Gillis Coppens van Diest in de jaren rond 1566/1567 de belangrijkste drukker van verboden, illegaal reformatorisch drukwerk in Antwerpen was. Alleen al in die twee jaar waren dat haast twintig publicaties. Daaronder waren pamfletten als  Vermaninge aen de regeerders  en de gemeynte van de vier hooftsteden van Brabant . Ook oproepen van auteurs om de doctrinaire verschillen tussen de meerdere reformatorische groeperingen niet op de spits te drijven werden door hem gedrukt. Daaronder waren   Eenen brief ende vriendelijcke bewijsinghe van eenen Dienaer des Evangeliums en  in opdracht van  Hendrik van Brederode   Een cort verhaal van de noodelosen twist tussen de  ghereformeerden kercken aengaende d’ uutlegghinge van de avontmael des Heeren. 
Er was toen al enige verdenking tegen hem, maar na enige verhoren werd verder geen actie tegen hem ondernomen. In 1572 kwam hij wel serieus in de problemen. Zijn drukkerij werd doorzocht op bevel van Margaretha van Parma.   Hij werd beschuldigd aan het medewerken van het drukken van ketterse werken in Vianen. Dat was een stad die inderdaad een drukpers had waar dat gebeurde.  De beschuldiging kan dus inhoudelijk juist zijn geweest. Hij bracht enkele maanden in de gevangenis door,  maar werd op een borgtocht vrijgelaten wegens gebrek aan overtuigend bewijs. Kort daarna overleed hij.